# Елайъс Кори
Елайъс Джеймс Кори (на английски: Elias James Corey; на арабски: إلياس جيمس خوري) е американски органичен химик от ливански произход, носител на Нобелова награда за химия от 1990 г. за разработването на теория и методология за органичен синтез (ретросинтетичния анализ). Считан от мнозина за един от най-видните съвременни химици, той разработва множество синтетични реагенти, методологии и синтези, като по този начин значително развива областта на органичния синтез.

## Биография
Елайъс Кори (фамилия по рождение Хури) е роден в семейството на ливански християнски имигранти в Метуен, Масачузетс. Майка му променя името му на Елайъс в чест на баща му, който умира 18 месеца след раждането на Кори. Овдовялата му майка и неговите две сестри, брат, чичо и леля живеят заедно в просторна къща по време на Голямата депресия. Като малък Кори е независимо дете и обича да спортува бейзбол и футбол. Ходи на католическо начално училище, а по-късно постъпва в средно училище в Лорънс (Масачузетс).
На 16-годишна възраст е приет в Масачузетския технологичен институт, където получава както бакалавърската си степен през 1948 г., така и докторската си степен през 1951 г. Когато влиза в университета, единственият опит на Кори в науката е математиката, поради което записва да учи инженерство. След първите си лекции по химия във втори курс той започва да преосмисля кариерния си път и решава да завърши бакалавър по химия. След това се записва и в докторската програма на института. Скоро след като завършва, му е предложено да бъде назначен в университета на Илинойс в Ърбана-Шампейн, където той става професор по химия през 1956 г., едва на 27-годишна възраст. През 1959 г. се премества в Харвардския университет, където работи като професор по органична химия и ръководи активна изследователска програма. Той избира това направление на химията, тъй като то има голямо отношение към човешкото здраве. Съветник е на компанията Пфайзер в продължение на повече от 50 години.
Освен многобройните си научни награди и почести Кори е носител на национален научен медал от 1988 г., Нобелова награда за химия от 1990 г. и медал Пристли от 2004 г. Също така Кори е чуждестранен член на Британското кралско научно дружество от 1998 г.

## Научни постижения

### Реагенти
В лабораторията на Елайъс Кори са разработени много съединения, които активно се използват в органичния синтез:
- Пиридиниев хлорохромат (PCC) и Корнфортов реагент (PDC), които служат за окисляване на спиртове и алдехиди;
- Трет-бутилдиметилсилилов етер (TBDMS), триизопропилсилилов етер (TIPS) и метоксиметилов етер, които са популярни защитни групи за спиртове;
- Борсъдържащи хетероциклични деривати за асиметрична катализа в Дилс-Алдеровата реакция и за редукция на кетони.

### Методологии за органичен синтез
Един от най-важните приноси на Елайъс Кори в химията е разработката и популяризирането на принципите на ретросинтетичния анализ – подходът към синтеза на сложни органични съединения, когато целевата молекула итеративно се превръща в по-прост прекурсор. Именно за това постижение му е връчена Нобелова награда за химия през 1990 г.
Освен това неговата група изследва следните реакции:
- редукция на Кори-Бакши-Шибата (на английски: Corey-Bakshi-Shibata reduction) – асиметрична редукция на кетони до спиртове с помощта на едноименния реагент;
- реакция на Кори-Фукс (на английски: Corey-Fuchs reaction) – превръщане на алдехиди в алкини;
- окисление на Кори-Кима (на английски: Corey-Kim oxidation) – синтез на алдехиди и кетони от първични и вторични спиртове;
- реакция на Кори-Уинтър (на английски: Corey-Winter olefin synthesis) – синтез на алкени от съседни спиртове;[10]
- реакция Джонсън-Кори-Чайковски (на английски: Johnson-Corey-Chaykovsky reaction) – синтез на епоксиди, азиридини и циклопропани.

### Пълен синтез
Кори и групата му успешно извършват голям брой пълни синтези на сложни естествени съединения, много от които се считат за „класически“:
- Простагландините F2α и E2;[11]
- Еритронолид B;[12]
- Гинкголид B;[13]
- Аспидофитин.[14]